# Polynôme de Meixner
En mathématiques, les polynômes de Meixner (également appelés polynômes de Laguerre discrets) sont une famille de polynômes orthogonaux introduits par Josef Meixner en 1934. Ils sont donnés en termes de coefficients binomiaux et de symbole de Pochhammer par
{\displaystyle M_{n}(x,\beta ,\gamma )=\sum _{k=0}^{n}(-1)^{k}{n \choose k}{x \choose k}k!(x-\beta )_{n-k}\gamma ^{-k}}